# Діокл
Діокл (грец. Διοκλῆς) — грецький математик та геометр, який жив близько 240-180 до н. е. Про його життя відомо лише те, що він був сучасником Аполлонія Перзького — давньогрецького математика, одного з трьох великих геометрів античності (ще двоє — Евклід та Архімед), що жили в III столітті до н. е.

## «Про запалювальні дзеркала»
Цікавою є праця Діокла під назвою «Про запалювальні дзеркала» (грец. Περὶ πυρέιων), в якій він описав параболічні запалювальні дзеркала. На початку трактату Діокл писав:

| Поверхня запалювального дзеркала, пропонованого вам, є поверхнею, що являє собою фігуру, утворену перетином прямого конуса, який обертається навколо своєї осі. Ця поверхня володіє тією властивістю, що всі промені відбиваються в одну і ту ж саму точку, а саме в точку [на осі], відстань якої від поверхні дорівнює чверті лінії, що квадрує перпендикуляри, проведені до осі.[джерело?] |
Той факт, що Діокл називав параболу терміном Архімеда «перетином прямого конуса», а не терміном Аполлонія, вказує на те, що Діокл був знайомий з властивостями фокуса параболи не з робіт Аполлонія, а від учених, близьких до Архімеда. У вступі до трактату Діокл повідомляв, що проблемою запалювального дзеркала займався вчений Досифей — друг Архімеда, якому він присвятив свої твори «Про кулю і циліндр», «Про коноїди і сфероїди», «Квадратура перетину прямокутного конуса» і «Про спіралі». Твір Діокла справив велике враження на математиків ісламського Сходу, і, зокрема, на Ібн аль-Хайсама.

## Цисоїда Діокла
Детальніші відомості з цієї теми ви можете знайти в статті Цисоїда Діокла.
Він вперше досліджував цисоїду і будував криву так: знаходиться точка P, розташована на допоміжному колі симетрично точці E; вісь симетрії — діаметр BD. З точки P проводиться перпендикуляр до осі абсцис. Точка M, що належить цисоїді, знаходиться на перетині цього перпендикуляра і прямої OE. Цим методом, Діокл побудував тільки криву DOB всередині допоміжного кола. Якщо цю частину цисоїди (DOB) замкнути дугою кола EAD, то виходить фігура, що нагадує своєю формою листок плюща. Грецькою плющ — χισσος («хіссос»), від цього й пішла назва кривої — «цисоїда». В сучасному вигляді, цисоїду відтворив французький математик Жиль Роберваль у 1640 році. Пізніше цисоїду також досліджував бельгійський математик Рене Де Слюз.